# Instituto de Desenvolvimento Econômico, Social e Ambiental do Pará
O Instituto de Desenvolvimento Econômico, Social e Ambiental do Pará (IDESP) foi uma autarquia do governo do Pará vocacionada para realização de pesquisas e estudos socioeconômicos sobre o estado. Enquanto existiu, foi uma das mais importantes instituições de pesquisa e planejamento do norte do Brasil, dando suporte às investigações científicas do Instituto Brasileiro de Geografia e Estatística, da Superintendência do Desenvolvimento da Amazônia, do Departamento Intersindical de Estatística e Estudos Socioeconômicos, além de universidades e outros órgãos públicos e privados.
Fundado inicialmente em 1961 como "Centro de Estudos Paraenses" foi reorganizado em 1966 sob o nome "Instituto de Desenvolvimento Econômico-Social do Pará" (IDESP). Nos anos seguintes promoveu estudos pioneiros sobre o arquipélago do Marajó, sobre a zona costeira paraense, sobre a produção agrícola no interior do estado e, notavelmente, sobre o problema da degradação ambiental dos rios amazônicos, à época áreas sem estudos ambientais, socieconômicos e territoriais. Além disso, foi pioneiro também em estudos em âmbito municipal, estadual e regional que se tornaram referências para o planejamento econômico e territorial, reunindo um extenso banco de dados sobre o norte do Brasil.
O instituto foi extinto em 1999, com seu pessoal e patrimônio repassados à Secretaria Estadual de Plenejamento do Pará (SEPLAN). Em 2007 o órgão foi recriado com o nome "Instituto de Desenvolvimento Econômico, Social e Ambiental do Pará" (IDESP). Foi formalmente instalado em 31 de janeiro de 2008, tendo como presidente inicial o geólogo Peter Mann de Toledo e depois o professor-economista José Raimundo Barreto Trindade, recuperando seu quadro de servidores que estavam vinculados à SEPLAN. Neste período produziu diversos trabalhos sobre os indicadores de todos os municípios do Pará, tendo especial relevo nos estudos sobre a proposta de divisão do estado do Pará e de outras unidades federativas. O IDESP foi novamente extinto em 2015, com seu pessoal e patrimônio repassados à Fundação Amazônia de Amparo a Estudos e Pesquisas (FAPESPA).
Foi o responsável por manter e editar o relevante periódioco científico "Revista de Estudos Paraenses".